# Sven Thorgren
Sven Thorgren, né le 4 octobre 1994 à Sollentuna, est un snowboardeur suédois.
Il s'est qualifié pour les jeux olympiques de Sotchi, où il se classe 4e en épreuve de slopestyle.
Il est médaillé de bronze en slopestyle aux Winter X Games 2015.

## Palmarès

### Coupe du monde de snowboard
- 6 podiums dont 1 victoire en carrière.

#### Détails des victoires
| Épreuve / Édition | Big air | Slopestyle |
| ----------------- | ------- | ---------- |
| 2018-2019         | Pékin   |            |

## Source
- (en) Cet article est partiellement ou en totalité issu de l’article de Wikipédia en anglais intitulé « Sven Thorgren » (voir la liste des auteurs).